# Formula 3 (album)
| Recensione              | Giudizio          |
| ----------------------- | ----------------- |
| Dizionario del Pop-Rock | [ 1 ]             |
| 24.000 dischi           | [ 2 ]             |
| Ondarock                | Disco consigliato |

Formula 3 è il secondo album del gruppo musicale italiano omonimo, pubblicato dall'etichetta discografica Numero Uno nel giugno 1971.

## Descrizione
L'album è prodotto da Lucio Battisti, autore di tutti i brani insieme a Mogol.
Il disco viene anticipato dall'uscita, in maggio, del singolo Nessuno nessuno/Eppur mi son scordato di te, nel quale il brano principale ha una durata più che dimezzata rispetto a quella dell'album, per esigenze di spazio sul vinile. Nello stesso mese erano stati pubblicati Un papavero e Vendo casa, ad opera rispettivamente di Flora Fauna & Cemento e Dik Dik, gruppo quest'ultimo che aveva già interpretato nel 1968 la canzone Il vento, incisa nell'anno seguente dal citato Battisti e qui presente in una versione riarrangiata con l'accompagnamento di un sitar.

## Tracce
Lato A
Testi e musiche di Lucio Battisti e Mogol.
1. Nessuno nessuno – 11:00
2. Tu sei bianca, sei rosa, mi perderò – 4:12
3. Vendo casa – 2:47

Durata totale: 17:59
Lato B
1. Eppur mi son scordato di te – 3:35
2. Un papavero – 3:57
3. Il vento – 4:44
4. Mi chiamo Antonio Tal dei Tali e lavoro ai mercati generali – 5:50

Durata totale: 18:06

## Formazione
- Alberto Radius - voce, chitarra elettrica, chitarra acustica
- Gabriele Lorenzi - voce, tastiere
- Tony Cicco - voce, batteria, percussioni

Note aggiuntive
- Lucio Battisti - produttore
- Plinio Chiesa - ingegnere delle registrazioni